# Гресия (кантон)
Гресия (исп. Grecia) — кантон в провинции Алахуэла Коста-Рики.

## География
Находится в восточной части провинции. Округ Рио-Куарто граничит с провинцией Эредия. Административный центр — Гресия.

## Округа
Кантон разделён на 8 округов:
1. Гресия
2. Сан-Исидро
3. Сан-Хосе
4. Сан-Роке
5. Такарес
6. Рио-Куарто
7. Пуэнте-де-Пьедра
8. Боливар